# Łuk De Rohana
Łuk De Rohana (malt. Il-Bieb De Rohan, ang. De Rohan Arch), znany również jako Nowa Brama (malt. Il-Bieb il-Ġdid, ang. New Gateway) – ozdobna brama w kształcie łuku w Żebbuġ na Malcie. Zbudowana została w roku 1798 dla upamiętnienia przyznania miejscowości praw miejskich, które zostały nadane 21 czerwca 1777 roku przez Wielkiego Mistrza Emmanuela de Rohan.

## Historia
Emmanuel de Rohan-Polduc, Wielki Mistrz Zakonu św. Jana, przybył 12 maja 1776 roku na obchody święta we wiosce Żebbuġ. Mieszkańcy przyjęli z zadowoleniem wizytę dostojnego gościa, a miejscowy proboszcz, ksiądz Feliċ Borg, poprosił o podniesienie wioski do statusu miasta. Borg obiecał zbudowanie dwóch łuków triumfalnych, jeśli prośba zostanie wysłuchana. De Rohan zgodził się, i dekretem z 21 czerwca 1777 roku nadał miastu Żebbuġ tytuł Città Rohan (miasto Rohana).
Chociaż wioska uzyskała status miasta, obiecane łuki nie zostały, z różnych przyczyn, zbudowane. De Rohan zmarł 14 lipca 1797 roku, i wtedy mieszkańcy zdecydowali zbudować w wejściu do miasta bramę w formie łuku, częściowo wypełniając obietnicę daną dwadzieścia lat wcześniej. Budowa łuku kosztowała około 1 000 scudi, a pieniądze uzyskano ze zbiórki wśród mieszkańców miasta, oraz z dotacji kościoła parafialnego. Projektantem budowli został kamieniarz Giuseppe Xerri, który również nadzorował jej wykonanie. Została ona zainaugurowana 12 maja 1798 roku przez nowego Wielkiego Mistrza Ferdynanda Hompescha.
W latach 1905–1929 obok łuku przebiegała linia tramwajowa. W latach 1950. otwarto Freedom Avenue (malt. Vjal il-Ħelsien), aby polepszyć dostęp do centrum Żebbuġ, i to zredukowało natężenie ruchu kołowego przez bramę. Za jakiś czas całkowicie zabroniono ruchu pojazdów przez bramę, w celu jej ochrony. W roku 1995 łuk został odnowiony przez Żebbuġ Local Council. Powtórnie został odnowiony w roku 2016.
Łuk De Rohana został wpisany na "Antiquities List of 1925", i jest teraz zaliczony do zabytków narodowych 1. klasy.

## Architektura

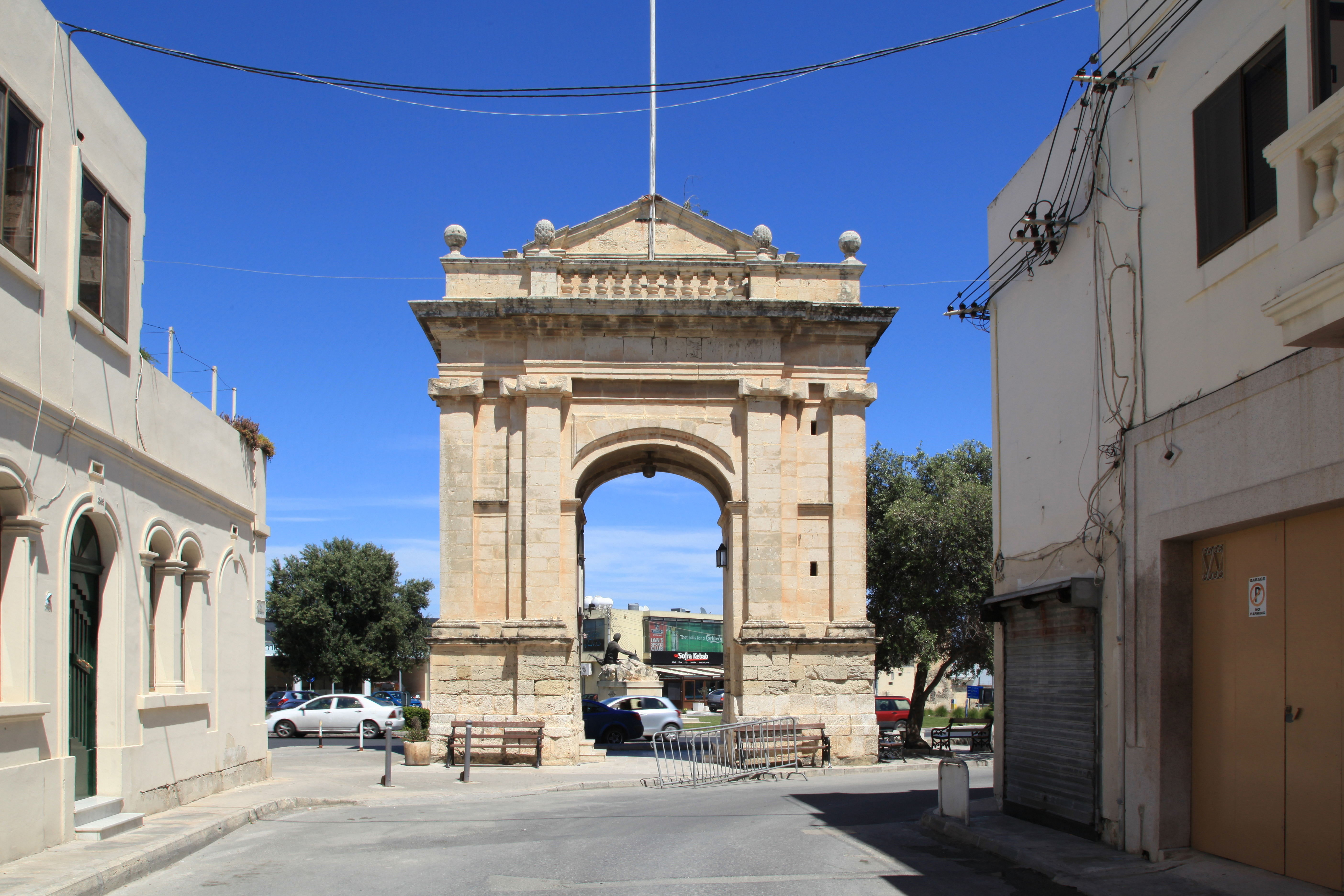
Łuk De Rohana widziany od strony miasta

Łuk De Rohana zbudowany został w stylu neoklasycystycznym. Po obu stronach przejścia znajdują się wykonane "na dziko" doryckie pilastry, wsparte na surowym piedestale. Na szczycie łuku znajduje się trójkątny fronton z krawędziami ozdobionymi sztukaterią.
Wewnątrz łuku znaleźć można, wykonaną na modłę gotycką, niszę, zawierającą obraz Ecce homo. Jedynie kamień niszowy, malowany na niebiesko i biało, umieszczony jest w National Inventory of the Cultural Property of the Maltese Islands.